# Alfred Sant
Alfred Sant (n. 1948) diplomata e político, foi primeiro-ministro de Malta entre 1996 e 1998.
Sant se graduou em Física e Matemática na Universidade de Malta o 1967 e obteve o Mestrado em Física no ano seguinte. Ele estudou Administração e Diplomacia no I.I.A.P. (Institut International d’Administration Publique) em París. Entre 1970 e 1975 Sant trabalhou como segundo e depois primeiro secretário na missão de Malta junto à Comunidade Econômica Europeia em Bruxelas.